# Igreja Presbiteriana Reformada na África (Uganda)
A Igreja Presbiteriana Reformada na África (Uganda) (IPRAU) (em inglês:   Reformed Presbyterian Church in Africa (Uganda)) é uma denominação reformada presbiteriana no Uganda, formada em 2007, por um grupo de pastores que se formaram no Seminário Teológico de Westminster, da Igreja Presbiteriana no Uganda.

## História
Em 2007, um grupos de pastores formados no Seminário Teológico Westminster, da Igreja Presbiteriana no Uganda, em Mbale, fundaram a Igreja Presbiteriana Reformada na África (Uganda).
A denominação cresceu rapidamente. Em 2013, tinha igrejas em Uganda, Tanzânia e Quênia.
O Rev. Robert Mabonga foi eleito como moderador.
Em 2022, a denominação era formada por 2 presbitérios, 5 pastores, 8 igrejas locais e 619 membros.

## Doutrina
A igreja denominação subscreve a Confissão de Fé de Westminster e adota os Cinco Pontos do Calvinismo.

## Relações Intereclesiásticas
A IPRU é membro da Comunhão Mundial das Igrejas Reformadas, Fraternidade Reformada Mundial e desde 2022 da Conferência Internacional das Igrejas Reformadas.
Além disso, a denominações tem contato com a Igreja Presbiteriana na América e Igreja Presbiteriana Evangélica (EUA).